# 贝克瀑布
贝克瀑布是斯里兰卡境內的一個瀑布。它位于霍顿平原国家公园內，也位于贝利胡尔奥亚河的支流上 。
贝克瀑布的高度为20（66英尺）。瀑布以英国探险家和猎人塞缪尔·怀特·贝克爵士的名字命名。在瀑布周围可以看到许多杜鵑花和蕨类植物。